# بلاتینگ

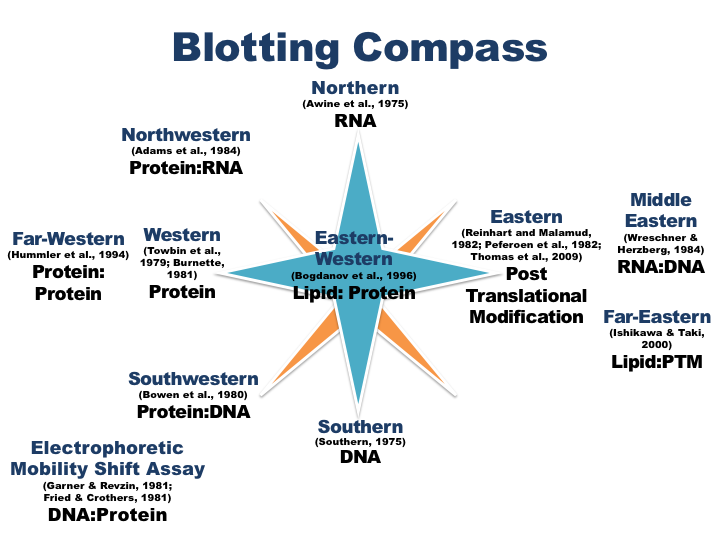
قطب نمای بلات برای پروب های مولکولی

به‌طور کلی در ژنتیک مولکولی به عمل انتقال مولکولهای تفکیک شده در الکتروفورز از ژل به روی یک غشاء ویژه، بلاتینگ یا بلات کردن گفته می‌شود. معنای واژهٔ انگلیسی بلاتینگ، لکه‌گذاری است.
برای انجام اعمالی مانند هیبریداسیون اسیدهای نوکلئیک و شناسایی پروتئینها با پادتن‌ها، ژل محیط مناسبی نیست. علت اصلی این مسئله نفوذپذیری کم ژل و خروج شناساگرها (Probe) از ژل می‌باشد. از اینرو در صورت انجام عمل آشکارسازی به کندی و با مشکل صورت می‌گیرد. اما غشاء، محیط مناسبی برای اعمال فوق فراهم می‌کند.

## ساترن بلاتینگ
برای انتقال مولکولهای DNA از ژل به غشاء از روشی استفاده می‌شود که سادرن بلاتینگ نام دارد (در فارسی اشتباهاً ساترن بلاتینگ هم نوشته شده). این روش ابتدا توسط ادوین سادرن از دانشگاه آکسفورد ابداع شد. در این روش از خاصیت موئینگی، برای انتقال مولکولهای DNA استفاده می‌شود. اصول این روش به این صورت است که پس از تفکیک مولکولها بر روی ژل، آن را در محلول هیدرو کسید سدیم قرار داده تا مولکولهای DNA دو رشته‌ای واسرشت شوند. درصورتیکه که ژل حاوی مواد واسرشت کننده باشد نیازی به این مرحله نیست. سپس ژل بر روی سکویی که دریک ظرف حاوی بافر قرار دارد، منتقل نموده و بر روی آن غشاء نیتروسلولز قرار می‌دهند. بر روی غشاء مزبور چندین لایه کاغذ نمگیر قرار داده می‌شود. این لایه‌ها باعث برقراری جریان بافر به سمت بالا می‌شود از ژل به غشا می‌شوند. همراه با جریان بافر، مولکولهای DNA از ژل خارج شده و بر روی غشاء نیتروسلولزی یا نایلونی قرار می‌گیرند. غشاء هائی که برای این منظور به کار گرفته می‌شوند کاملاً اختصاصی بوده ودارای بار الکتریکی مثبت می‌باشند، در نتیجه مولکولهای اسید نوکلئیک به‌طور محکم به آن‌ها متصل می‌شوند.
از سادرن بلاتینگ برای شناسایی جایگاه یک ژن در کل ژنوم و تعین تعداد مولکول ترانس‌ژن نیز استفاده می‌شود

## نوردرن بلاتینگ
از آنجا که RNA به سختی به کاغذهای نیتروسلولزی متصل می‌شود، از روش سادرن نمی‌توان برای مولکولهای RNA استتفاده کرد. برای انتقال مولکولهای RNA از روشی بنام نوردرن بلاتینگ استفاده می‌شود. اساس این روش مشابه روش سادرن بلاتینگ است. با این تفاوت که در آن از کاغذهای فعال شده یا کاغذهای DBM، استفاده می‌شود. این کاغذها را می‌توان به راحتی با تیمارهای شیمیایی خاصی از کاغذ صافی تهیه کرد. در این روش، به علت تک رشته‌ای بودن RNA و تفکیک آن بر روی ژل واسرشت کننده نیازی به مرحله مجاورت با هیدرکسید سدیم نمی‌باشد. در ضمن به علت حساس بودن مولکولهای RNA دقت بیشتری در انجام مراحل لازم می‌باشد.

## وسترن بلاتینگ
برای انتقال پروتئینهای تفکیک شده بر روی ژل به غشاء از تکنیک وسترن بلاتینگ استفاده می‌شود. این روش نیز مشابه روش سادرن بلاتینگ می‌باشد با این تفاوت که جریان بافر به صورت افقی است. اخیرا روشهای بلاتینگ جدیدی از ترکیب روشهای بالا ابداع شده‌اند. از جمله این روشها روش بلاتینگ جنوب غربی و بلاتینگ شمال غربی را می‌توان نام برد. روش اول برای انتقال پروتئینهایی که به DNA متصل می‌شوند استفاده می‌شود و روش دوم برای پروتئینهایی که به RNA متصل می‌شوند، به کار گرفته می‌شود.